# Karl Brandt
Karl Brandt (8. ledna 1904 Mylhúzy – 2. června 1948 Landsberg am Lech) byl osobním lékařem Adolfa Hitlera.

## Život
Karl Brandt se narodil 8. ledna 1904 v Mühlhausenu v Alsasku. Pocházel z rodiny nižšího státního zaměstnance. Lékařství studoval v Jeně, Freiburgu, Mnichově a v Berlíně. Byl žákem chirurgů Georga Magnuse a Ferdinanda Sauerbrucha[zdroj?] a sám ještě před třicítkou vynikl jako nadaný chirurg a odborník na poranění lebky a páteře.[zdroj?] Byl také vášnivým nacionalistou, který v novém nacistickém hnutí viděl „mstitele a stranu naděje“, součást fantastického snu (jak to formuloval jeden jeho přítel a kolega ze studií) o znovupřičlenění Alsaska, které byl nucen opustit. Silně ho ovlivnil další Alsasan Albert Schweitzer, jehož si přál doprovázet na jeho misijní cestu do Afriky (Lambaréné). Zabránil mu v tom pouze francouzský požadavek (Lambaréné tehdy leželo ve Francouzské rovníkové Africe) na službu v armádě a francouzské státní občanství.
V březnu 1932 vstoupil do NSDAP a Svazu německých nacionálně socialistických lékařů. Ještě téhož roku ho jeho snoubenka, německá mistryně v plavání Anni Rehbornová, představila Hitlerovi. Vstoupil do SS a kariérně stoupal. V roce 1939 na podzim byl pověřen realizací Akce T4, tj. vyvraždění méněcenných osob. Pod jeho odpovědnost spadaly i pokusy na vězních koncentračních táborů. Z Hitlerových služeb byl propuštěn poté, co veřejně kritizoval léčebné postupy druhého vůdcova lékaře Theodora Morella. V dubnu 1945 odvezl svou manželku z obleženého Berlína, za což byl na Hitlerův přímý rozkaz uvězněn. Stanný soud jej odsoudil k trestu smrti, jeho příznivcům se však podařilo vykonání rozsudku oddalovat až do skončení války. Krátce potom byl ale opět zatčen a v Norimberku v procesu s lékaři za osobní podíl na pokusech s lidmi odsouzen k smrti. Popraven byl 2. června 1948.